# Liste der Naturdenkmale im Landkreis Barnim

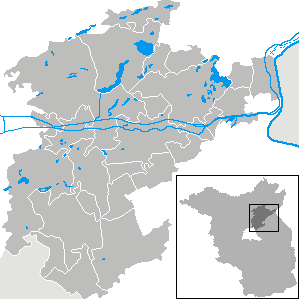
Karte des Landkreises Barnim

Die Liste der Naturdenkmale im Landkreis Barnim enthält die Naturdenkmale im Landkreis Barnim. Grundlage der Einzellisten sind die in den jeweiligen Listen angegebenen Quellen. Die Angaben in den einzelnen Listen ersetzen nicht die rechtsverbindliche Auskunft der zuständigen Behörden.

## Aufteilung
Wegen der großen Anzahl von Naturdenkmalen im Landkreis Barnim ist diese Liste in Teillisten nach den Städten und Gemeinden aufgeteilt.
| Stadt/Gemeinde     | Karte | Naturdenkmalliste der Ortsteile           | Bild eines der Naturdenkmale (beispielhaft) |
| ------------------ | ----- | ----------------------------------------- | ------------------------------------------- |
| Ahrensfelde        |       | - Naturdenkmale in Ahrensfelde            | Platane                                     |
| Althüttendorf      |       | - Naturdenkmale in Althüttendorf          |                                             |
| Bernau bei Berlin  |       | - Naturdenkmale in Bernau bei Berlin      | Stiel-Eiche                                 |
| Biesenthal         |       | - Naturdenkmale in Biesenthal             | Stiel-Eiche                                 |
| Breydin            |       | - Naturdenkmale in Breydin                |                                             |
| Britz              |       | - Naturdenkmale in Britz (bei Eberswalde) |                                             |
| Chorin             |       | - Naturdenkmale in Chorin                 | Aufschluss                                  |
| Eberswalde         |       | - Naturdenkmale in Eberswalde             | Aufschluss                                  |
| Friedrichswalde    |       | - Naturdenkmale in Eberswalde             |                                             |
| Hohenfinow         |       | - Naturdenkmale in Hohenfinow             | Kaisereiche                                 |
| Joachimsthal       |       | - Naturdenkmale in Joachimsthal           | Traubeneiche                                |
| Liepe              |       | keine Naturdenkmale                       |                                             |
| Lunow-Stolzenhagen |       | - Naturdenkmale in Lunow                  |                                             |
| Marienwerder       |       | - Naturdenkmale in Marienwerder           |                                             |
| Melchow            |       | - Naturdenkmale in Niederfinow            | Stiel-Eiche                                 |
| Niederfinow        |       | keine Naturdenkmale                       |                                             |
| Oderberg           |       | - Naturdenkmale in Oderberg               |                                             |
| Panketal           |       | - Naturdenkmale in Panketal               |                                             |
| Parsteinsee        |       | - Naturdenkmale in/am, Parsteinsee        |                                             |
| Rüdnitz            |       | - Naturdenkmale in Rüdnitz                | Blut-Buche                                  |
| Schorfheide        |       | - Naturdenkmale in (der) Schorfheide      | Rot-Buche                                   |
| Sydower Fließ      |       | - Naturdenkmale in/am Sydower Fließ       | Stiel-Eiche                                 |
| Wandlitz           |       | - Naturdenkmale in der Gemeinde Wandlitz  | Teufelsstein                                |
| Werneuchen         |       | - Naturdenkmale in Werneuchen             | Magnolie                                    |
| Ziethen            |       | - Naturdenkmale in Ziethen                | Blockpackung                                |